# زین‌الدین (مشهد)
زین الدین روستایی در دهستان کنویست بخش مرکزی شهرستان مشهد استان خراسان رضوی ایران است. بر پایه سرشماری عمومی نفوس و مسکن در سال ۱۳۹۰ جمعیت این روستا ۳۴۲ نفر (در ۱۰۲ خانوار) بوده‌است.